# پسران لژیون
پسران لژیون (انگلیسی: Sons of the Legion) یک فیلم درام به کارگردانی جیمز پی. هوگان محصول سال ۱۹۳۸ کشور ایالات متحده آمریکا است.

## داستان
گروهی از پسران که به دنبال تشکیل یک اسکادران S.A.L. هستند، با مشکلاتی مواجه می‌شوند زیرا پدر یکی از پسران پس از جنگ جهانی اول به ناحق از خدمت معاف شده است، پدرش نمی‌تواند به لژیون آمریکا بپیوندد و در نتیجه پسر نیز نمی‌تواند به اسکادران بپیوندد.

## بازیگران
- لین آورمن در نقش Charles Lee
- اولین کیز در نقش Linda Lee
- تیم هالت در نقش Steven Scott
- الیزابت پترسون در نقش Grandmother Lee
- ویلیام فرالی در نقش Uncle Willie Lee
- Billy Cook در نقش David Lee
- Billy Lee در نقش Billy Lee
- دانالد اوکانر در نقش Butch Baker
- Edward Pawley در نقش Gunman Baker
- ریچارد تاکر در نقش State Commander
- Johnnie Morris در نقش Mickey
- والی آلبرایت در نقش Harold
- Benny Bartlett در نقش Red O'Flaherty
- لوسیل وارد در نقش Margaret
- رونالد پیج در نقش Boy
- دیوید هولت در نقش Jimmy Hynes
- جورجی بیلینگز در نقش Skinny
- Sammy McKim در نقش Spec
- آرتور سینیر در نقش Abie
- Walter Tetley در نقش Shifty
- چارلز پک در نقش Clarence
- سانی بوی ویلیامز در نقش Dickie
- جیمز تی. مک در نقش Postman
- کارل هاربا در نقش Customer
- امت ووگان در نقش Policeman
- سارا ادوارد در نقش Mrs. Hynes